# Erik Truffaz

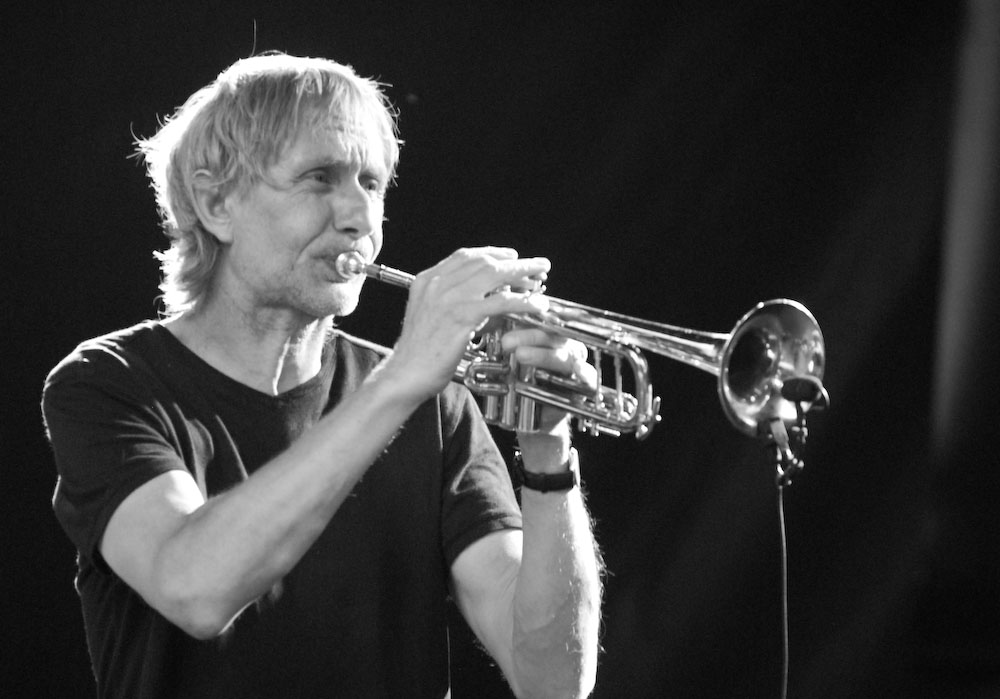
Erik Truffaz

Erik Truffaz (född 1960) är en fransk trumpetare i jazz-genren.
Truffaz första album passerade relativt obemärkt, och först med det andra albumet, det korta The Dawn blev han känd för en lite bredare publik. Rytmiken var drum & bass-baserad, och de viktigaste elementen var Truffaz trumpet och sångaren Nyas engelskspråkiga rap. Receptet upprepades på uppföljaren Bending new corners, ett album som etablerade kvartetten som ett av de främsta banden inom den moderna men någorlunda lättillgängliga jazzen. The walk of the giant turtle drar mer åt rock-hållet, och Marcello Giulianis elbas och Marc Erbettas trummor framträder tydligare på detta album.
Han blev ännu mer känd och populär genom ett album med re-mixade, aningen technofierade spår från tidigare album: Erik Truffaz revisité.
Erik Truffaz spelar ofta med:
- Marc Erbetta (trummor)
- Marcello Giuliani (bas)
- Patrick Muller (piano)

## Diskografi
- 2007: Arkhangelsk
- 2006: Face-à-Face (2CD Live + DVD)
- 2005: Saloua
- 2003: The walk of the giant turtle
- 2001: Mantis
- 1999: Bending new corners
- 1998: The dawn
- 1997: Out of a dream
- 1993: Nina Valeria